# 王國之心 HD II.5 ReMIX
《王國之心 HD II.5 ReMIX》类似HD I.5 Remix，是一個將原本在PlayStation 2的遊戲《王國之心II》，PlayStation Portable的《王國之心 夢中降生》與任天堂DS的《王國之心 Re:coded》一同以高解析移植到PlayStation 3的版本。本作在2014年10月2日於日本正式發售，北美与欧洲的发售日期则分别是2014年12月2日与同年12月5日。

## 遊戲

### 《王國之心II FINAL MIX》
花費系列最龐大篇幅，描述與宿敵十三機關的最終決戰，以新增秘密影片和最強敵人的最終混合版為基礎的HD重製作品，將細膩畫面和戰鬥等所有豐富要素強化到極限的豪華之作。

### 《王國之心 夢中降生 FINAL MIX》
王國之心系列起源的故事，將操作3位主角，從3個角度逐漸揭開錯綜複雜的謎團，以新增秘密事件等眾多要素的最終混合版為基礎的HD重製作品，用精緻的高畫質畫面展現厚實故事和爽快戰鬥。

### 《王國之心 Re:編碼（高清影片）》
除了《王國之心 Re:編碼》約1小時的影片，再新增全長約2小時，將戰鬥場面和迪士尼世界影片化的全新片段，描述銜接《王國之心 II》和《王國之心 III》的重要故事之一。  

## 外部連結
- 王國之心 HD II.5 ReMIX日文官方主页 （页面存档备份，存于） （日語）